# Neuengörs
Neuengörs là một đô thị ở huyện Segeberg, bang Schleswig-Holstein Segeberg, ở bang Schleswig-Holstein, Đức. Đô thị Neuengörs có diện tích 13,4 km², dân số thời điểm ngày 31 tháng 12 năm 2006 là người.